# Fotogravura
Fotogravura je tehnika dubokog tiska, odnosno fotomehanički proces u kojem se bakrena ploča zrnato strukturira te se potom ista prevuče slojem svijetloosjetljive želatine koju se zatim eksponira pod pozitivom, te je se nakon toga jetka otopinom feri klorida. Završni je rezultat visoko kvalitetno obrađena ploča za duboki tisak, koja je kadra reproducirati kompletnu tonsku skalu fototografije. U Njemačkoj i Francuskoj tehniku zovu i heliogravura.

## Povijest
Najraniji vid fotogravure ujedno je tehnika koju su koristitli pionirifotografije Joseph Nicéphore Niepce u Francuskoj 1820-ih godina te kasnije Henry Fox Talbot u Engleskoj. Niépce je svoje prve fotografije osmislio kao tehniku kojom bi fotografske slike ujetkao na ploču koju bi zatim otisnuo klasičnom prešom za duboki tisak.

## Tehnika
Fotogravura se može podijeliti u više faza.
- Prva - iz početnog fotografskog negativa izradimo pozitiv.
- Druga faza - izrada svjetloosjetljive želatinske ploče, i to tako da se ploča na 3 minute uroni u 3,5 % otopinu kalijeva bikromata. Nakon što se ista osuši prelazi se na iduću fazu.
- Treća faza - prethodno dobivenu ploču eksponiramo pod pozitivom. Ovaj sendvič izložimo UV rasvjeti.
- Četvrta faza - eksponiranu ploču prenesemo na visoko ispoliranu bakrenu podlogu, na koju je prethodno zataljen sloj praškastog kolofonija ili asfalta.
- Peta faza - vrućom vodom uklonimo papirni nosioc želatinske ploče. Eksponirana tvrda želatina zaostaje na bakrenoj ploči te se potom i rubovi i stražnja strana ploče zaštite na feriklorid otpornom bojom.
- Šesta faza - ploču jetkamo u više kupka otopine feriklorida stupnjevane koncentracije, i to od najjače ka sve slabijim.
- Sedma, završna faza - otiskivanje dobivene ploče.

### Otiskivanje ploče
Fotogravura se tiska na isti način kao i druge tehnike dubokog tiska, na način sličan akvatiniti. Gumenim rastiračem pločase prevuče tiskarskom bojom. Obriše se suvišak boje. Navlaženi papir stavi se na ploču, pokrivenu s dva, tri sloja vunene krpe, postavljenu na prešu te se otisne željeni otisak.

## Alternative

### Digitalna izravna fotogravura
Donald Farnsworth razvio je ovaj postupak u kojem se ne koristi želatina nego se veći broj slojeva otpornog materijala tiskanog na ploču pomoću posebnog pisača.

### Foto-polimergravura
U ovom se postupku koriste posebne polimerne ploče, stoga je i broj otisaka s jedne ploče manji.

## Vanjske poveznice
- The Art of The Photogravure: Process, History and Examples (engl.)
- Photogravure and other related printmaking techniques (engl.)